# Live! (film)

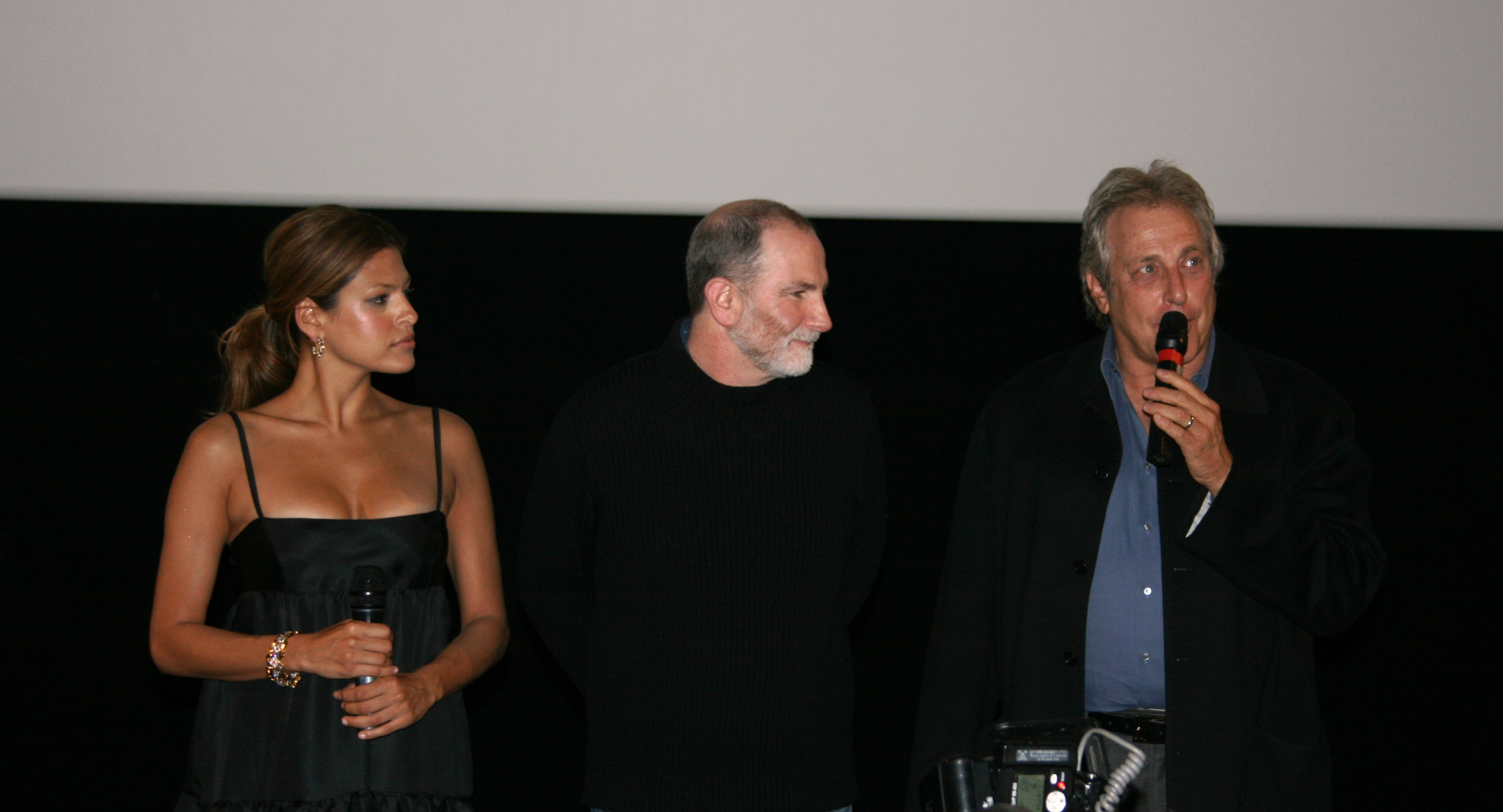
Eva Mendes, Bill Guttentag en Charles Roven bij de voorpremière van Live!

Live! is een film uit 2007 onder regie van Bill Guttentag, die het verhaal zelf schreef. De productie voltrekt zich als een mockumentary.

## Verhaal

### Aanloop
De kijker kijkt mee door de camera van documentairefilmer Rex (David Krumholtz) die televisieproducente Kathy (Eva Mendes) volgt. Tijdens een brainstormsessie met haar medewerkers neemt ze de opmerking serieus om een televisieprogramma te maken waarin een echt spel Russische roulette centraal staat.
Kathy krijgt van alle kanten binnen het netwerk tegenwerking en krijgt te horen dat iets dergelijks nooit uitgezonden zal worden. Langzaam maar zeker haalt ze niettemin zowel de advocaat van het netwerk, het hoofd als de sponsors over dat het een goed idee is en mag ze het programma maken.
Kathy slijpt tijdens haar tocht om toestemming te krijgen de contouren van het programma, dat 'Live!' zal heten, bij. Zo blijken er op de oorspronkelijke hoofdprijs van 1.000.000 Amerikaanse dollar voornamelijk mensen af te komen die niets te verliezen hebben, zoals een terminaal zieke kankerpatiënt. Kathy denkt dat het beter is voor de kijkcijfers als de kandidaten sympathieke mensen zijn die níét dood willen, maar simpelweg hun leven willen wagen voor een groot geldbedrag. In de uiteindelijk opzet zullen zes kandidaten meedoen die om de beurt een geweer gevuld met één kogel en vijf lege hulzen tegen het hoofd moeten zetten en de trekker overhalen. Vijf zullen er naar huis gaan met een cheque van 5.000.000 dollar, één zal sterven.

### Live-uitzending
De zes kandidaten die uiteindelijk geselecteerd worden voor de rechtstreekse uitzending rond het spel Russische roulette zijn beginnend schrijver Byron (Rob Brown), extreme sporter Brad (Eric Lively), agrariër Rick (Jeffrey Dean Morgan), die schulden heeft vanwege de ziekenhuisrekeningen voor zijn zoontje en middels het prijzengeld voor hem de boerderij wil redden, Jewel (Katie Cassidy), die actrice wil worden, voormalig supermodel en huidig performancekunstenares Abalone (Monet Mazur) en de arme Mexicaan Pablo (Jay Hernandez), die zijn familie een beter bestaan wil geven.
De volgorde waarin de kandidaten eenmaal de trekker over moeten halen, wordt via loting bepaald door assistente Krista (Beau Garrett). Achtereenvolgens Jewel, Pablo, Abalone en Byron halen de trekker over en komen ongedeerd en vijf miljoen rijker weg. Brad schiet zich vervolgens door het hoofd, waardoor Rick de laatste cheque wint.
Rex gaat daarop de verdwenen Kathie zoeken die brakend boven het toilet hangt, nu beseffend wat ze mogelijk heeft gemaakt. Amper opgeknapt, verschijnt ze vervolgens op de persconferentie, waar een niet bekendgemaakte schutter haar doodschiet met twee kogels in de borst.
De film eindigt met de opening van een nieuwe editie van Live! een jaar later, gepresenteerd door ex-kandidate Jewel en met Rex als producent.